# Attila Miklósházy
Attila Miklósházy SJ (* 5. April 1931 in Diósgyőr, Ungarn; † 28. Dezember 2018 in Pickering) war ein ungarischer Ordensgeistlicher, römisch-katholischer Bischof und Beauftragter für die Ungarnseelsorge.

## Leben
Attila Miklósházy trat in die Ordensgemeinschaft der Jesuiten ein und empfing am 18. Juni 1961 das Sakrament der Priesterweihe. 
Am 12. August 1989 ernannte ihn Papst Johannes Paul II. zum Titularbischof von Castellum Minus und bestellte ihn zum Beauftragten für die Ungarnseelsorge. Der Erzbischof von Toronto, Gerald Emmett Kardinal Carter, spendete ihm am 4. November desselben Jahres die Bischofsweihe; Mitkonsekratoren waren der Koadjutorerzbischof von Toronto, Aloysius Ambrozic, und der Sekretär der Kongregation für die Sakramente, Kurienerzbischof Lajos Kada.
Im Jahre 2006 nahm Papst Benedikt XVI. seinen altersbedingten Rücktritt an.